# Paralamprotatus striatus
Paralamprotatus striatus är en stekelart som beskrevs av Yin-Xia Liao 1985. Paralamprotatus striatus ingår i släktet Paralamprotatus och familjen puppglanssteklar. Inga underarter finns listade i Catalogue of Life.